# Coelocarteria singaporensis
Coelocarteria singaporensis är en svampdjursart som först beskrevs av Carter 1883.  Coelocarteria singaporensis ingår i släktet Coelocarteria och familjen Isodictyidae.
Artens utbredningsområde är Singapore. Inga underarter finns listade i Catalogue of Life.